# Reflection in a Dead Diamond
Reflection in a Dead Diamond (Reflet dans un diamant mort) è un film del 2025 scritto e diretto da Hélène Cattet e Bruno Forzani.

## Trama
In un grande hotel sulla Costa Azzurra, l'agente speciale anziano John Diman rimane colpito da una giovane donna ricordando i suoi giorni di quando era una spia negli anni '60. Quando la donna scompare misteriosamente John rivive le avventure del suo passato, tra furti di gioielli, rapimenti e torture arrivando a pensare che i suoi vecchi nemici siano tornati. 

## Distribuzione
Il film, presentato in concorso al 75ª edizione del Festival internazionale del cinema di Berlino, è stato distribuito nelle sale cinematografiche italiane a partire dal 3 luglio 2025.

## Riconoscimenti
- 2025 – Festival internazionale del cinema di Berlino
  - In concorso per l'Orso d'oro